# Anežka Malá
Anežka Malá (rozená Mládková, 9. ledna 1910 Smiřice – 24. listopadu 1942 Věznice Plötzensee) byla česká komunistka a odbojářka popravená nacisty.

## Život
Anežka Mládková se narodila 9. ledna 1910 ve Smiřicích v rodině železničního zřízence Františka a Marie Mládkových. Absolvovala tři třídy měšťanské školy ve Smiřicích, byla členkou Dělnické tělocvičné jednoty a Skauta, kde se stala vedoucí oddílu děvčat. V sedmnácti letech se vdala za o jedenáct let staršího truhlářského dělníka Karla Malého, člena Komunistické strany Československa. Manželům se narodil syn Karel. Do roku 1931 pracovala v prádelně a tkalcovně v Černožicích, poté ve smiřickém cukrovaru. Během hospodářské krize v první polovině třicátých let dvacátého století se Anežka Malá aktivizovala. Začala chodit na komunistické schůze, v roce 1935 byla vyslána na školení do Sovětského svazu, měla proslovy na manifestacích, organizovala ženské komunistické hnutí, byla činná během vysílání interbrigadistů do Španělska, byla obdivovatelkou La Pasionarii.

## Protinacistický odboj
Již dne 20. října 1938 zastavila vláda takzvané druhé republiky činnost komunistické strany v českých zemích a její jmění bylo zabaveno. Pronásledování komunistů zesílilo po německé okupaci v březnu 1939. Anežka Malá přešla do ilegality a zapojila se do skupiny vedené Jiřím Purkyně. Spolupodílela se na produkci a distribuci ilegálního časopisu Čin a dalších tiskovin. V roce 1940 došlo k zatýkání jejích spolupracovníků gestapem a totéž hrozilo i jí. Přestože měla možnost se s falešnými dokumenty přesunout jinam, zůstala zpočátku s rodinou. Poprvé měla být zatčena 18. listopadu 1940, kdy si pro jí gestapo hledalo doma i v zaměstnání. Za pomoci známých železničářů se Anežce Malé podařilo uprchnout nákladním vlakem do Jaroměře. Poté se ukrývala na různých místech v Podkrkonoší. V červnu 1941 se přesunula do Prahy. Při domovní prohlídce ve Smiřicích gestapo nalezlo neodeslaný dopis napsaný manželem na její pražskou adresu, došlo k jeho zatčení a 21. června 1941 i zatčení Anežky Malé. Vězněna a vyslýchána byla v Hradci Králové, Drážďanech, Budyšíně a Berlíně. Dne 26. srpna 1942 jí lidový soud odsoudil k trestu smrti a 24. listopadu byla popravena v berlínské věznici Plötzensee. Její manžel válku přežil.